# Telchinia anacreontica
Telchinia anacreontica is een vlinder uit de familie van de Nymphalidae. De wetenschappelijke naam van de soort is voor het eerst voorgesteld door Henley Grose-Smith in een publicatie uit 1898.

## Verspreiding
De soort komt voor in Congo-Kinshasa, Oeganda en Kenia.

## Habitat
Het habitat bestaat uit open plekken in bossen.

## Ondersoorten
- Telchinia anacreontica anacreontica (Grose-Smith, 1898) (Congo-Kinshasa, Oeganda, West-Kenia)
  - = Acraea anacreontica anacreontica Grose-Smith, 1898
- Telchinia anacreontica chyulu (van Someren, 1939) (Zuidoost-Kenia)
  - = Acraea anacreon chyulu van Someren, 1939